# 周采詩
周采詩（1983年1月10日—），臺灣女演員。天主教輔仁大學日本語文學系畢業。曾當選第四屆天主教輔仁大學資工美少女。周采詩以拍攝廣告踏入演藝圈，已拍超過30多支廣告。

## 電視劇
| 拍攝年份 | 首播日期       | 播出頻道               | 劇名                  | 角色           |
| -------- | -------------- | ---------------------- | --------------------- | -------------- |
| 2006年   | 2006年7月19日  | 華視、TVBS歡樂台       | 《我們結婚吧》        | 林可柔（可樂） |
| 2007年   | 2007年4月13日  | 華視                   | 《太陽的女兒》        | 蘇慧中         |
| 2007年   | 2007年12月10日 | 華視                   | 《天使之翼》          | 甘雪莉         |
| 2007年   | 2008年7月27日  | 八大電視台、中視       | 《籃球火》            | 湛潔兒         |
| 2009年   | 2010年5月16日  | 華視、八大電視台       | 《呼叫大明星》        | 楊惟晨         |
| 2010年   | 2010年12月5日  | 三立都會台、台視       | 《國民英雄》          | 卓以安         |
| 2011年   | 2011年12月5日  | 華視、八大電視台       | 《易開罐男孩》        | 葉庭           |
| 2012年   | 2012年5月20日  | 八大電視台、華視       | 《給愛麗絲的奇蹟》    | 伊藤聖子       |
| 2014年   | 2014年4月18日  | 華視                   | 《巷弄裡的那家書店》  | 杜可婕         |
| 2014年   | 2014年5月16日  | 公視                   | 《為愛旅行》          | 魏艾           |
| 2015年   | 2015年5月26日  | 湖北卫视               | 《待嫁老爸》          | 艾莉           |
| 2015年   | 2015年5月28日  | 優酷網                 | 《孤独的美食家》      | 陳欣宜         |
| 2015年   | 2015年7月23日  | 三立都會台、東森綜合台 | 《軍官·情人》         | 王尚歡         |
| 2016年   | 2016年2月24日  | 三立都會台、東森綜合台 | 《大人情歌》          | 夏以晴         |
| 2016年   | 2016年12月26日 | 騰訊視頻               | 《整容攻略》          | 曼茹           |
| 2017年   | 2017年11月5日  | 公視                   | 《 魚男》             | 陳紛紛         |
| 2018年   | 2018年3月31日  | 台視、東森綜合台       | 《高塔公主》          | Tina           |
| 2018年   | 2019年3月24日  | 公視                   | 《我們與惡的距離》    | 丁美媚         |
| 2020年   | 2021年7月10日  | 東森戲劇台             | 《神之鄉》            | 夏天晴         |
| 2021年   | 2022年3月27日  | CATCHPLAY+、HBO GO     | 《良辰吉時》          | 郭欣怡 洪允心  |
| 2023年   | 2024年7月12日  | CATCHPLAY+             | 《都市懼集-視訊會議》 | Patty          |
| 2023年   | 2024年11月12日 | 八大戲劇台             | 《太太太厲害》        | 陳淑芬         |
| 2023年   | 2025年5月23日  | Netflix                | 《忘了我記得》        | 林佳雲         |
| 2025年   | 2026年         |                        | 《沉默的審判》        |                |

## 電影
- 2007年《幫幫我愛神》
- 2008年《愛上野豬妹》
- 2009年《愛到底》
- 2012年《藥草師》
- 2012年《球來就打》
- 2013年《真愛100天（英语）》
- 2013年《花都之戀》
- 2015年《年少輕狂》
- 2024年《女兒的女兒》
- 2025年《泥娃娃》

### 微電影
- 2009年《針尖上的天使》
- 2012年《紀念日》
- 2013年《LUX璀璨瞬間》

## MV演出
- 2005年 F.I.R.《把愛放開》
- 2007年 五月天《香水》
- 2008年 五月天《你不是真正的快樂》
- 2009年 林宥嘉《說謊》
- 2012年 炎亞綸《紀念日》
- 2016年 慢慢說樂團《說》
- 2025年 陶喆《陪你》

## 代言
- 2009年《露得清》
- 2011年《PAUL&JOE 「網路&平面代言」》
- 2013年《LUX 璀璨瞬間系列》
- 2020年《愛力根 喬雅登玻尿酸》

## 廣告活動
- 阿瘦皮鞋－「新年快樂版」（2005年）
- DHC化妝品－「魔幻月光眼影」
- 台灣大哥大－愛戀901廣告「讓我載你吧」
- 香吉士－「四季珍果」
- 台灣大哥大－「網內一族-呼朋引伴篇」
- 蕾妮亞－「3D立體防護Ｔ型篇」
- 台灣大哥大－愛戀901廣告「中國情人節篇  」
- ING安泰人壽－「退休篇」
- 今生金飾－「中國情人節黃金飾品 - 愛情光臨」
- 茶裏王－「日式無糖綠茶-加班篇」
- 詩威特－「國際美容-教堂篇」
- U-HA牛奶糖－「鋼琴篇」（大陸）
- 台新銀行－「台新銀行信用卡-紅利寶寶篇」
- Motorola－「V系列藍芽手機-藍芽耳機篇」
- 肯德基－「阿拉斯加鮭魚捲」
- 高露潔牙膏（大陸）
- 樂事洋芋片－「游泳篇、飛鏢篇、健身房篇」
- 台灣大哥大－「母親節特惠專案」
- VISA卡－「運鈔車篇」
- 歐蕾－「淨白保濕精華面膜」
- AJINOMOTO 臺灣味之素－「VONO®杯湯」（2007年）
- PAUL&JOE 「網路&平面代言」

### 平面
- 嬌生嬰兒潤膚乳液
- SHOPPING99彩妝
- SK2  粉底美妝書
- DIOR   五色眼影
- 屈臣氏  健康安然過冬術
- 資生堂   MAQUILLAGE心機底妝
- 東京衣芙 保養篇
- PAUL&JOE 「網路&平面代言」
- Ami 服裝篇

## 獎項紀錄
| 年份   | 頒獎典禮     | 獎項                       | 影片         | 角色                 | 結果 |
| ------ | ------------ | -------------------------- | ------------ | -------------------- | ---- |
| 2022年 | 第57屆金鐘獎 | 迷你劇集／電視電影女配角獎 | 《良辰吉時》 | 郭欣怡、洪允心、洪姐 | 提名 |

## 外部連結
- 周采詩的新浪微博
- 周采詩的Facebook專頁
- 周采詩的Instagram帳戶
- 周詩詩的碎念世界（页面存档备份，存于）
- 周采詩在互联网电影资料库（IMDb）上的資料（英文）（英文）
- 在AllMovie上周采詩的頁面（英文）
- 周采詩在香港影庫上的簡介
- 周采詩在豆瓣上的资料（简体中文）
- 周采詩在时光网上的簡介（简体中文）